# Loco (jeu vidéo)
Pour les articles homonymes, voir Loco.
Loco est un jeu vidéo développé en 1984 par Antony Crowther et publié par Alligata sur Commodore 64. Loco est un clone du jeu d'arcade Super Locomotive développé par Sega et sorti en 1982. Les portages pour ZX Spectrum et Atari 8 bits ont été publiés en 1986. Le portage ZX Spectrum a été développé par Richard Stevenson, David Wright et Nigel Speight[réf. nécessaire]. La musique du jeu est un remake par Ben Daglish sur Commodore 64 d'Equinoxe 5 de Jean-Michel Jarre,,. 
Suicide Express, également développé par Crowther, est lié à Loco mais ne constitue par une suite officielle.

## Accueil
En juillet 1984, Loco s'est vu attribuer le titre de jeu du mois par le magazine Personal Computer Games.